# 2,2-ジメトキシプロパン
2,2-ジメトキシプロパン (2,2-dimethoxypropane)、別名 アセトンジメチルアセタール (acetone dimethyl acetal) は、有機化合物のひとつ。DMP と略される。アセトンとメタノールが縮合したアセタールに相当する。メチル化剤、アセトニド化剤、アセタール合成のための脱水縮合剤として用いられる。
DMPは2-メトキシプロペン合成の中間体として現れる。組織学では、DMP は動物組織の脱水にあたりエタノールよりも有効と考えられている。
消防法に定める第4類危険物 第1石油類に該当する。

## DMP を用いる有機合成
ジオールをアセトニドの形で保護する場合に、DMP が酸触媒とともに用いられる。糖のジオール構造を保護したい場合に用いられる。

ケトンとアルコールの混合物に酸触媒と DMP を加え、アセトンとメタノールを除くような蒸留下で反応させると元のケトンとアルコールに由来したアセタール（ケタール）が得られる。
R2C=O + 2 R'OH + DMP + H+ → R2C(OR')2 + (CH3)2C=O↑ + 2 CH3OH↑